# Клітералл (Міннесота)
Клітералл (англ. Clitherall) — місто (англ. city) в США, в окрузі Оттер-Тейл штату Міннесота. Населення — 62 особи (2020).

## Географія
Клітералл розташований за координатами 46°16′25″ пн. ш. 95°38′0″ зх. д. / 46.27361° пн. ш. 95.63333° зх. д. (46.273681, -95.633305).  За даними Бюро перепису населення США в 2010 році місто мало площу 0,53 км², з яких 0,53 км² — суходіл та 0,00 км² — водойми. В 2017 році площа становила 0,47 км², з яких 0,47 км² — суходіл та 0,00 км² — водойми.

## Демографія
Згідно з переписом 2010 року, у місті мешкало 112 осіб у 52 домогосподарствах у складі 30 родин. Густота населення становила 213 особи/км².  Було 64 помешкання (121/км²).
Расовий склад населення:
| - 98,2 % — білих - 0,9 % — чорних або афроамериканців |

До двох чи більше рас належало 0,9 %. Частка іспаномовних становила 0,0 % від усіх жителів.
За віковим діапазоном населення розподілялося таким чином: 20,5 % — особи молодші 18 років, 52,7 % — особи у віці 18—64 років, 26,8 % — особи у віці 65 років та старші. Медіана віку мешканця становила 50,5 року. На 100 осіб жіночої статі у місті припадало 100,0 чоловіків;  на 100 жінок у віці від 18 років та старших — 111,9 чоловіків також старших 18 років.
Середній дохід на одне домашнє господарство  становив 30 584 долари США (медіана — 16 071), а середній дохід на одну сім'ю — 59 221 долар (медіана — 30 000). За межею бідності перебувало 36,7 % осіб, у тому числі 33,3 % дітей у віці до 18 років та 22,7 % осіб у віці 65 років та старших.
Цивільне працевлаштоване населення становило 18 осіб. Основні галузі зайнятості: роздрібна торгівля — 38,9 %, освіта, охорона здоров'я та соціальна допомога — 16,7 %, транспорт — 11,1 %, публічна адміністрація — 11,1 %.